# Mielichhoferia longiseta
Mielichhoferia longiseta är en bladmossart som beskrevs av C. Müller 1848. Mielichhoferia longiseta ingår i släktet kismossor, och familjen Bryaceae. Inga underarter finns listade i Catalogue of Life.